# Скотт, Джордж (боксёр)
Джордж Скотт (англ. George Scott; 20 декабря 1966, Монровия), также известный как Гео́рг Ке́лли Кра́мне (швед. George Kelly Cramne) — шведский боксёр либерийского происхождения, выступал за сборную Швеции во второй половине 1980-х годов. Серебряный призёр летних Олимпийских игр в Сеуле, победитель национальных первенств, участник многих международных турниров. В период 1991—2001 боксировал на профессиональном уровне, был чемпионом мира по версии Всемирного боксёрского союза, претендовал на чемпионские пояса нескольких других организаций. Многими экспертами признан вторым по значимости шведским боксёром после Ингемара Юханссона.

## Биография
Георг Крамне родился 20 декабря 1966 года в Монровии, столице Либерии. Рос в бедной многодетной семье, но в возрасте шести лет был усыновлён шведской семьёй и переехал в Швецию, где начал активно заниматься боксом. Первого серьёзного успеха на ринге добился в 1987 году, когда попал в основной состав национальной сборной и съездил на чемпионат Европы в Турин, проиграв там в первом же матче. Позже благодаря череде удачных выступлений в лёгком весе удостоился права защищать честь страны на летних Олимпийских играх 1988 года в Сеуле, сумел дойти до финала, проиграв лишь немцу Андреасу Цюлову.
В 1989 году Крамне соревновался на европейском первенстве в Афинах, хотя во втором матче на турнире со счётом 0:5 проиграл советскому боксёру Константину Цзю, который в итоге и стал чемпионом. Два года спустя на европейском первенстве в Гётеборге вновь пытался пробиться в число призёров, но на сей раз его одолел немец Марко Рудольф. Вскоре после этих соревнований Крамне принял решение покинуть сборную и перейти в профессионалы. Всего в любителях провёл 125 боёв, в том числе 105 окончил победой.
Переехав в США, приступил к тренировкам под руководством знаменитого тренера Анджело Данди, а в июле 1991 года под псевдонимом Джордж Скотт провёл свой первый профессиональный бой — нокаутировал в первом же раунде мексиканца Армандо Гонсалеса. В течение трёх последующих лет выиграл множество поединков, одолел многих соперников, завоевал пояс чемпиона континентальной Америки по версии Всемирного боксёрского совета (ВБС). В августе 1994 года боролся за титул чемпиона мира в первом полулёгком весе по версии Международной боксёрской федерации (МБФ), однако действующий чемпион поуэрториканец Джейк Родригес оказался слишком сильным для него — технический нокаут в девятом раунде.
Несмотря на поражение, Скотт продолжал выходить на ринг против сильнейших боксёров и в октябре 1995 года стал чемпионом мира в лёгком весе по версии Всемирного боксёрского союза. Впоследствии защитил этот титул четыре раза, лишившись его только в конце 1997 года из-за конфликта с собственным менеджером. В феврале 1998 года вновь участвовал в титульном бою, на кону стоял пояс чемпиона мира ВБС — Скотт не смог одолеть действующего чемпиона Стиви Джонстона, в восьмом раунде побывал в нокдауне и проиграл единогласным решением судей. В следующем рейтинговом матче, состоявшемся спустя несколько месяцев, тоже проиграл по очкам, и на сей раз далеко не самому сильному сопернику. Скотт продолжал боксировать на профессиональном уровне вплоть до 2001 года, был претендентом на интерконтинентальный пояс МБФ, пытался забрать пояс чемпиона Европейского боксёрского союза (ЕБС), но в обоих случаях проиграл и поэтому решил закончить карьеру спортсмена. Всего в профессиональном боксе провёл 46 боёв, из них 41 окончил победой (в том числе 17 досрочно), 5 раз проиграл.
В поздние годы Джордж Скотт провёл два поединка под эгидой K-1 по правилам кикбоксинга, в том числе победил партнёра по олимпийской команде Ларса Мюрберга, бронзового призёра Игр в Сеуле. В настоящее время работает тренером, участвует в организации показательных матчей по боксу.